# Arborea
Arborea (sardisk: Arborèa) er en by og en kommune (comune) i provinsen Oristano i regionen Sardinien i Italien. Byen ligger i syv meters højde og har 3.749(2023) indbyggere. Dets jurisdiktion dækker et areal på 94,96 km² og grænser til kommunerne Marrubiu, Santa Giusta og Terralba. 